# Stipa okmirii
Stipa okmirii là một loài thực vật có hoa trong họ Hòa thảo. Loài này được A.V.Dengubenko miêu tả khoa học đầu tiên năm 1980.